# Anemie feriprivă
Anemia feriprivă (fierodeficitară, lipsa de fier) este cea mai răspândită formă de anemie și probabil cea mai frecventă carență alimentară întâlnită în lume. Prevalența acestei boli este estimată la circa 600 de milioane de pacienți de pe întregul glob. Carența de fier afectează producția de globule roșii (hemoglobină). Persoanele care suferă de anemie feriprivă prezintă deseori simptome de oboseală sau slăbiciune și tind să se albească la față.

## Cauze frecvente
Cele mai frecvente cauze ale anemiei feriprive sunt: alimentația deficitară și hemoragiile. Sugarii, a căror alimentație constă din produse lactate artificiale, obținute din lapte de vacă nefortifiat cu Fe, sunt mai expuși decât cei alăptați de mamă, deoarece laptele de vacă are o concentrație de fier mai mică decât cel de mamă, prezentând și o resorbție mult mai slabă. Din același motiv carnea de vițel are o culoare așa de deschisă: Animalele sunt alăptate aproape exclusiv cu lapte de mamă la vârsta la care în natură ar fi trebuit de mult să se hrănească singure. Din această cauză nu pot beneficia de fierul existent în iarbă și frunze și devin atunci anemice.
Hemoragiile apar deseori la femei și bărbați în tractul gastrointestinal, putând fi și de natură tumorală, la femeile tinere cauza lipsei de fier putând fi și menstruațiile prea puternice. În timpul sarcinii necesarul de fier din organism aproape că se dublează. Chiar și donatorii frecvenți de sânge au un necesar de fier mai mare, deoarece prin prelevarea unei cantități de jumătate de litru de sânge se pierd și cca. 250 mg de fier.

## Tratament
| Denumire aliment            | Fier (mg/100g) |
| --------------------------- | -------------- |
| Ficat de porc               | 22,1           |
| Cacao (praf)                | 12             |
| Rinichi de porc             | 10,0           |
| Graminee (mei)              | 9,0            |
| Soia boabe                  | 8,6            |
| Ficat de vițel              | 7,9            |
| Bureți galbeni              | 6,5            |
| Sângerete                   | 6,4            |
| Semințe de floarea soarelui | 6,3            |
| Fasole albă                 | 6,1            |
| Stridii                     | 5,8            |
| Pateu de ficat              | 5,3            |
| Mazăre                      | 5,0            |
| Crispbread/rusks            | 4,7            |
| Fulgi de ovăz               | 4,6            |
| Spanac                      | 4,1            |
| Urzici                      | 4,1            |
| Corned Beef                 | 4,1            |
| Alune                       | 3,8            |
| Pâine integrală             | 3,3            |
| Carne de vită               | 3,2            |
| Carne de porc               | 3,0            |
| Carne de pasăre             | 2,6            |

Deoarece cauza unei anemii poate consta în diverse boli grave se recomandă consultarea unui medic. Printr-o alimentație bogată în fier se poate preveni însă lipsa acestuia din organism. Dacă se poate asigura cantitatea necesară de fier numai printr-o alimentație corespunzătoare nu se mai recomandă folosirea preparatelor pe bază de fier, deoarece acestea pot fi ușor supradozate. Mai ales la copii există pericolul apariției unor intoxicații grave atunci când preparatele sunt lăsate la îndemâna lor. Un copil mic se poate intoxica grav deja cu o cantitate de 500-1000 mg de fier consumat, iar o cantitate de 2000-3000 mg poate fi chiar mortală. O astfel de concentrație de fier o prezintă un număr de numai 20-30 de capsule sau tablete (doză = 100 mg). La o astfel de doză nu se poate ajunge niciodată printr-o alimentație specifică, motiv din care această opțiune este considerată varianta cea mai sigură.
În UE se consideră că necesarul zilnic de fier este de 10 mg la bărbați și 15 mg la femei. În mod normal, aparatul digestiv nu poate asimila decât 10% sau maxim 5g din această cantitate necesară. Rata de resorbție crește până la 40% în timpul sarcinii sau în cazul unei lipse de fier în organism. Această rată scade la 5% în cazul existenței unui excedent de fier în corp.
Într-un studiu efectuat de cercetători indieni pe copii vegetarieni suferind de lipsă de fier s-a demonstrat că această deficiență se poate trata cu o cantitate mai mare de vitamina C. După ce – fără nici un alt regim de alimentație – timp de 60 de zile probanților li s-au administrat la masa de prânz și de seară câte o cantitate de 100 mg de vitamină C (acid ascorbic), la toate persoanele s-a constatat o creștere considerabilă a hemoglobinei. Din motive practice, în timpul acestui studiu s-a folosit acidul ascorbic artificial. Cercetările efectuate au demonstrat însă că efectul acidului ascorbic natural și al celui artificial este același, conducând la o creștere a ratei de absorbție a fierului până la factorul 7. Cantitatea susmenționată se poate de exemplu obține din 200 ml suc proaspăt de portocale, 100 g broccoli, sau câteva felii de ardei gras roșu, fiind totuși suficientă și jumătate din această cantitate pentru a obține o mare creștere a factorului de resorbție. Condiția este ca între momentul în care s-au consumat alimente bogate în acid ascorbic și cel în care s-au consumat alimentele bogate în fier să nu treacă decât câteva ore, pentru ca în tractul digestiv să mai rămână o cantitate suficientă de vitamina C. Soluția ideală ar fi ca cele două tipuri de alimente să se consume la aceeași masă.

## Alimentația vegetariană
Cele mai importante surse de Fe sunt carnea, cârnații și ficatul, deoarece laptele și ouăle îngreunează asimilarea fierului, în timp ce pâinea albă, cu toate că are o rată de resorbție bună, nu are o concentrație de Fe decât de cca. 10% din cea a pâinii integrale.
Deoarece vegetarienii nu consumă carne, pește și alte produse animale, ei folosesc surse alternative care sunt si ele bogate in fier. Numeroase alimente vegetale conțin printre altele și foarte mult Fe, cum ar fi condimentele (coriandru uscat, pătrunjelul, piperul negru și scorțișoara), păstăile (lintea), semințele de cereale (in special grau incoltit), oleaginoasele (susanul, macul, etc.), alunele si alte alimente (cum ar fi drojdia de bere care are 20 mgFe/100) . De exemplul, fasolea albă și boabele de soia conțin la 100 kcal până la opt ori mai mult Fe decât carnea de vită, scorțișoara chiar de peste douăzeci de ori mai mult. Prin urmare "te hraneste ceea ce asimilezi si nu cat mananci". In general pentru o mai buna asimilare a fierului in organism se consuma fructe precum: portocalele, capsunile si grapefruitul.